# Ковенський повіт
Ковенський повіт (пол. Powiat kowieński, рос. Ковенский уезд) — історична адміністративно-територіальна одиниця Великого князівства Литовського, а потім з тою ж назвою у складі Російської імперії Віленської та Ковенської губернії. Адміністративний центр — місто Ковно.

## Підпорядкування
- Утворений у 1795 році у складі Віленської губернії на території, що відійшла до складу Російської імперії після третього поділу Речі Посполитої.
- З 1797 року — у складі Литовської губернії.
- З 1801 року — у складі відновленної Віленської губернії (до 1840 року носила назву Литовсько-Віленської).
- 1843 року передано до складу новоствореної Ковенської губернії.
- 1920 року увійшов до складу Литви.

## Населення
За даними перепису 1897 року в повіті проживало 227 431 мешканців. 

## Склад
Станом на 1886 рік налічував 83 сільських громади, 816 поселень у 17 волостях. Населення — 103 268 осіб (51162 чоловічої статі та 52106 — жіночої), 5 297 дворових господарств.
|                     | Площа, десятин | У тому числі орної, дес. |
| ------------------- | -------------- | ------------------------ |
| Сільських громад    | 102295         | 49???                    |
| Приватної власності | ?              | 59090                    |
| Казенної власності  | 31158          | 100                      |
| Іншої власності     | 4895           | 1791                     |
| Загалом             | 298613         | 110321                   |

## Адміністративний поділ
Волосний поділ станом на 1886 рік:
| №  | Назва           | Центр    | Населення | Кількість дворів | Площа, десятин | Площа орної землі, дес. | Кількість поселень (сільських громад) |
| -- | --------------- | -------- | --------- | ---------------- | -------------- | ----------------------- | ------------------------------------- |
| 1  | Бетігольська    | ?        | 7219      | 283              | 12719          | 4146                    | 77 (6)                                |
| 2  | Бобтівська      | ?        | 5963      | 674              | 22407          | 9116                    | 29 (5)                                |
| 3  | Веліонська      | ?        | 4506      | 166              | 10024          | 4242                    | 23 (3)                                |
| 4  | Вількійська     | Вількія  | 6049      | 339              | 21461          | 11709                   | 46 (6)                                |
| 5  | Датнівська      | ?        | 5763      | 246              | 18181          | 8388                    | 27 (2)                                |
| 6  | Ейрагольська    | ?        | 5736      | 325              | 16220          | 5340                    | 83 (7)                                |
| 7  | Елеонорівська   | ?        | 3346      | 529              | 10007          | 3910                    | 17 (3)                                |
| 8  | Жейменська      | ?        | 5669      | 204              | 14919          | 4393                    | 35 (5)                                |
| 9  | Кейданська      | ?        | 6853      | 314              | 20683          | 7692                    | 56 (4)                                |
| 10 | Красносільська  | ?        | 7750      | 257              | 22692          | 8319                    | 57 (8)                                |
| 11 | Крокська        | ?        | 9379      | 662              | 35090          | 12682                   | 83 (8)                                |
| 12 | Олександрівська | ?        | 3920      | 220              | 19354          | 4019                    | 16 (4)                                |
| 13 | Румиська        | ?        | 4709      | 187              | 14879          | 3991                    | 29 (5)                                |
| 14 | Средницька      | Средники | 5417      | 228              | 10670          | 5293                    | 44 (3)                                |
| 15 | Сурвилиська     | ?        | 2990      | 270              | 6788           | 3619                    | 27 (2)                                |
| 16 | Янівська        | ?        | 11354     | 251              | 16870          | 7137                    | 45 (6)                                |
| 17 | Ясвойненська    | ?        | 6634      | 501              | 16836          | 5929                    | 90 (6)                                |